# 吉備国際大学
吉備国際大学（きびこくさいだいがく、英語: Kibi International University）は、日本の私立大学。岡山県高梁市に本部を置き、学校法人順正学園によって運営されている。

## 概説

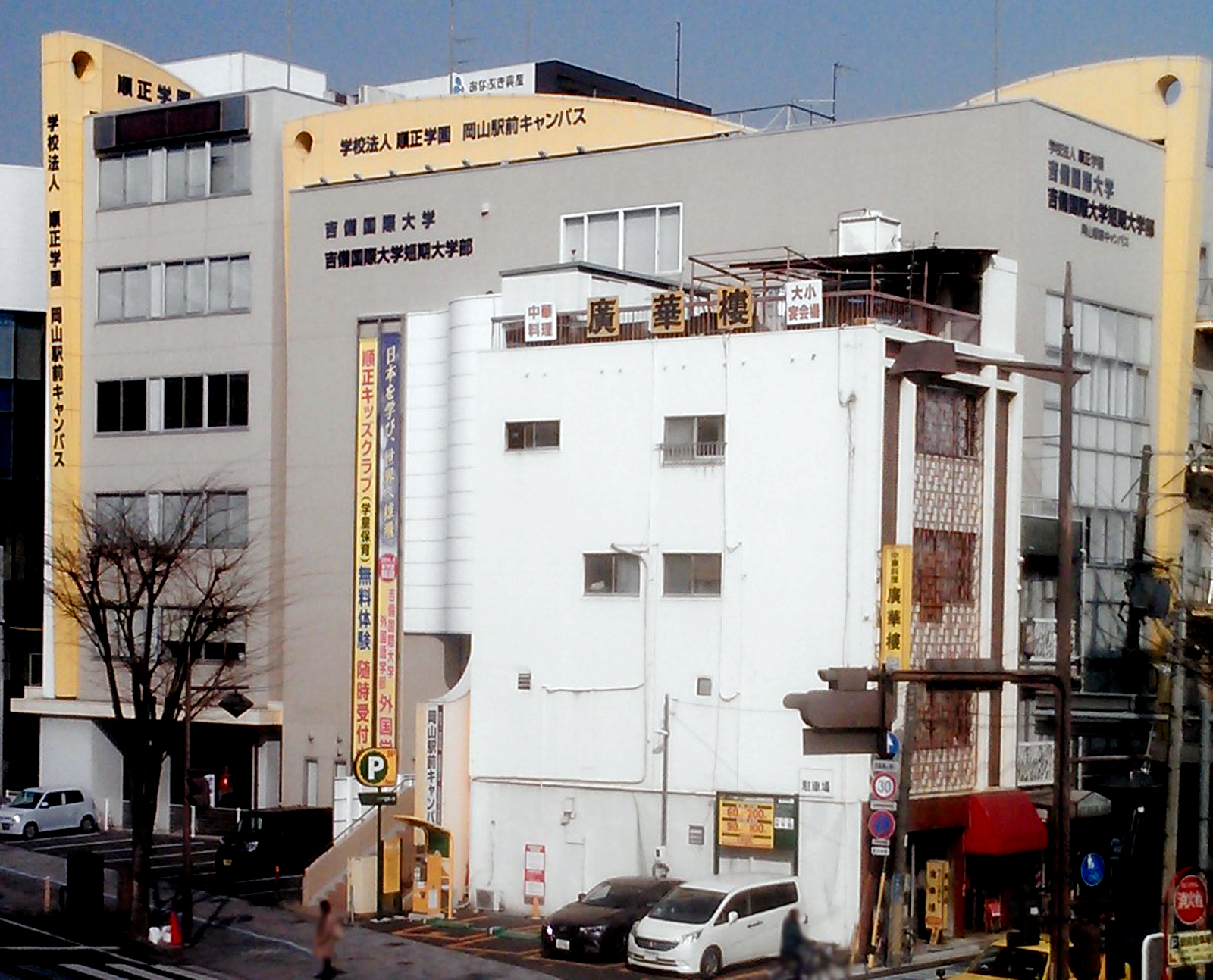
順正学園 岡山駅前キャンパス
2016年3月まで短大部と供用、写真は当時のもの
2016年4月からは九州保健福祉大学と供用

同地に存在した順正短期大学（現・吉備国際大学短期大学部）および順正高等看護専門学校（現・順正高等看護福祉専門学校）の実質的な上位校として1990年に開学した大学である。ただし同法人運営による先発校である順正各校、特に中途併合となった短期大学部について、これを運営の起算に加えた場合は開学が1967年となる場合もある。
前身校の開学以来、高梁市を中心とした岡山県内を拠点に教育活動を展開、2013年（平成25年）4月に兵庫県南あわじ市（淡路島）に地域創成農学部を開設した。

### 大学全体
社会学系と看護学・医療系を中心とした学科構成を持つ。これは発足当初において保健学・保育学・看護学系学校であった順正各校の上位校として設立されたためである。ただし、現在においてはそれにとらわれず、社会において求められる学問を提供する場として文化学や農学など幅広い学科構成を構築している。また、2014年に岡山市北区奥田にある岡山キャンパスに開講した外国語学部外国学科では2年次以降に海外留学(「Study Abroad」)を必修としている。米国やドイツなどを含め60校以上の協定校と交換留学、または海外実習を義務づけている。
吉備を冠する大学が本学の他にない ためか、通常国際大学の略称として代表的な名称である「国際大」はほとんど使われない。また、高梁キャンパス内の隣接する敷地には順正高等看護福祉専門学校と吉備国際大学短期大学部（旧順正短期大学）が設置されており一体的に運用されている。
運営は学校法人順正学園。大学名は吉備国より国際的な人材を羽ばたかせる意図により名付けられた。なお法人名の由来に関しては短期大学部の項目を参照。

### 建学の理念
同法人運営であるため、直接の源流となる順正短大（本学短期大学部）と同様に「学生一人ひとりのもつ能力を最大限に引き出し引き伸ばし、社会に有為な人材を養成する。」を建学の理念として掲げている。実質上の附設校である順正高看も同じ理念を掲げている。

### 教育および研究
1990年の開学より2013年度まで、中国地方で唯一社会学部をもっていた。社会調査士や社会福祉主事任用資格などの専門資格が取得可能である。

### 学風および特色
- 大学の敷地は丘陵地であり、施設のほとんどはその高低差に沿ってに建てられているため、学内を移動するためには常に上下の移動が伴う[5]。そのため、中心にはエスカレーターが設置され、多くはその範囲で移動できるが、駐輪場や10号館など一部の施設へは階段や坂を上下しなければならない。
- 大学の1号館（本部所在地）は短期大学部の敷地内にあり、一部の授業などはそこで行われる。

### 学生
当大学は典型的な地方大学の特徴として、自県やその周辺各県の出身者の割合が多い。また近年、少子化による日本人学生の減少で留学生の割合も年々増加している。特に社会学部の国際社会学科とビジネスコミュニケーション学科は学生の過半数が留学生となっており、それら学科では日本人学生の方が少数派である。その留学生の出身地は中国（台湾を含めて）が9割近くを占めており、次いで韓国やその他の国はほとんど在籍していない。
学生に占める下宿生の割合は74%と高く、その中でも高梁市に居住する下宿生は90%に及ぶ。これは最も近い総社市でさえJR伯備線で23分 - 32分かかることや、山間部に位置する高梁市の隔離性などが大きく影響しており、実際に高梁市の総人口（2005年国勢調査）に占める18歳 - 22歳までの年齢別人口は中山間地域としては異例の10.0%（全国平均5.6%）であり、2005年時点の旧高梁市全体が当大学を中心とした学生の町であることが表れている。
大学全体での男女比は男子が63%、女子が37%である。学部別では、社会科学部-男子74%、女子26%、保健医療福祉学部-男子48%、女子52%、看護学部-男子33%、女子67%、心理学部-男子48%、女子52%、農学部-男子80%、女子20%、外国語学部-男子44%、女子56%、アニメーション文化学部-男子60%、女子40%、人間科学部-男子57%、女子43%である。
| 都道府県別出身者割合 1. 岡山県 - 34.3% 2. 広島県 - 13.4% 3. 兵庫県 - 6.5% 4. 香川県 - 6.3% 5. 島根県 - 5.1% 6. 大阪府 - 4.1% 7. 北海道 - 4.0% 8. 鳥取県 - 2.8% 9. 愛媛県 - 2.8% 10. 山口県 - 2.5% 11. 高知県 - 2.5% 12. 徳島県 - 2.1% 13. 福岡県 - 2.0% | 自宅生と下宿生の割合 1. 下宿生（高梁市） - 66.6% 2. 自宅生 - 26% 3. 下宿生（市外） - 7.4% |

## 沿革
沿革
- 1967年（昭和42年）1月 - 学校法人加計学園と高梁市の合同出資により前年（1966年）に設立された高梁学園が学校法人として設置認可される（学校法人高梁学園設置認可）。
- 1989年（平成元年）12月 - 吉備国際大学設置認可（社会学部国際社会学科、産業社会学科）。
- 1990年（平成2年）4月 - 開学。社会学部国際社会学科、産業社会学科を開設。
- 1994年（平成6年）12月 - 吉備国際大学に保健科学部、社会福祉学部の設置認可を受ける。
- 1995年（平成7年）4月 - 保健科学部看護学科、理学療法学科、作業療法学科と社会福祉学部社会福祉学科、保健福祉学科を開設。吉備国際大学大学院社会学研究科社会学専攻修士課程を開設。
- 1997年（平成9年）4月 - 大学院に社会学研究科社会学専攻博士（後期）課程を開設。
- 1999年（平成11年）4月 - 大学院に社会福祉学研究科社会福祉学専攻修士課程を開設。
- 2000年（平成12年）4月 - 社会学部の産業社会学科をビジネスコミュニケーション学科に名称変更。社会福祉学部に精神保健福祉学科、臨床心理学科、福祉ボランティア学科を開設。吉備国際大学大学院に保健科学研究科保健科学専攻修士課程を開設。
- 2001年（平成13年）
  - 4月 - 社会学部に文化財修復国際協力学科を開設。吉備国際大学大学院社会福祉学研究科社会福祉学専攻博士（後期）課程を開設。
  - 12月 - 大学院に社会福祉学研究科社会福祉学専攻修士課程の通信制の設置認可を受ける。
- 2002年（平成14年）4月 - 吉備国際大学社会福祉学部の保健福祉学科を健康スポーツ福祉学科に名称変更。吉備国際大学大学院（通信制）社会福祉学研究科社会福祉学専攻修士課程を開設。
- 2003年（平成15年）3月 - 吉備国際大学社会福祉学部の社会福祉学科に保育士養成課程の指定を受ける。
- 2004年（平成16年）4月 - 吉備国際大学に政策マネジメント学部知的財産マネジメント学科、環境リスクマネジメント学科を開設。吉備国際大学大学院臨床心理学研究科臨床心理学専攻修士課程を開設。
- 2005年（平成17年）4月 - 吉備国際大学社会学部にスポーツ社会学科を開設。吉備国際大学大学院に文化財保存修復学研究科文化財保存修復学専攻修士課程、保健科学研究科保健科学専攻博士（後期）課程を開設。
- 2006年（平成18年）4月 - 吉備国際大学社会福祉学部に子ども福祉学科を開設。吉備国際大学大学院臨床心理学研究科臨床心理学専攻博士（後期）課程、（通信制）臨床心理学研究科臨床心理学専攻博士（後期）課程、（通信制）国際協力研究科国際協力専攻修士課程を開設。
- 2007年（平成19年）4月 - 吉備国際大学社会福祉学部の臨床心理学科を心理学部臨床心理学科に、社会学部文化財修復国際協力学科を文化財学部文化財修復国際協力学科に改組。この年、順正短期大学と合同で岡山駅前キャンパスを開設。
- 2008年（平成20年）4月 - 吉備国際大学の政策マネジメント学部知的財産マネジメント学科、環境リスクマネジメント学科を国際環境経営学部国際環境経営学科に改組。吉備国際大学大学院に通信制の保健科学研究科理学療法専攻修士課程、知的財産学研究科知的財産学専攻修士課程、環境リスクマネジメント研究科環境リスクマネジメント専攻修士課程を開設。グループ大学である九州保健福祉大学大学院の（通信制）社会福祉学研究科社会福祉学専攻博士（後期）課程を（通信制）連合社会福祉学研究科社会福祉学専攻博士（後期）課程へと名称変更し、吉備国際大学大学院との連合研究科として開設。
- 2009年（平成21年）4月 - 社会福祉学部健康スポーツ福祉学科を社会学部スポーツ社会学科に統合。吉備国際大学大学院の（通信制）国際協力研究科国際協力専攻修士課程を、（通信制）連合国際協力研究科国際協力専攻修士課程に名称変更し、九州保健福祉大学大学院との連合研究科として開設。
- 2010年（平成22年）4月 - 学校法人高梁学園を学校法人順正学園に名称変更。順正短期大学を吉備国際大学短期大学部に名称変更。吉備国際大学文化財学部にアニメーション文化学科を開設。吉備国際大学に留学生別科を開設。吉備国際大学大学院の臨床心理学研究科を心理学研究科に名称変更（通学制、通信制ともに）。吉備国際大学大学院の心理学研究科に心理学専攻修士課程を開設。吉備国際大学大学院（通信制）保健科学研究科に作業療法学専攻修士課程を増設。
- 2011年（平成23年）4月 - 吉備国際大学の保健科学部を保健医療福祉学部へ名称変更し、社会福祉学科を開設。心理学部臨床心理学科を心理学部心理学科に名称変更し、子ども発達教育学科を増設。
- 2012年（平成24年）4月 - 通信教育部心理学部子ども発達教育学科を開設。
- 2013年（平成25年）4月 - 兵庫県南あわじ市に新キャンパス[1]を開設し、地域創成農学部地域創成農学科を開設。社会学部を社会科学部へと改称し、経営社会学科を増設。国際環境経営学部を募集停止。
- 2014年（平成26年）4月 - 岡山市北区に新キャンパス設置し、外国語学部外国学科を開設[12]。アニメーション文化学部を新設し、アニメーション文化学科を設置（文化財学部を募集停止）[13]。
- 2017年（平成29年）4月 - 吉備国際大学大学院に地域創生農学研究科地域創生農学専攻修士課程を開設。
- 2018年（平成30年）4月 - 吉備国際大学の地域創生農学部を農学部に名称変更。農学部に醸造学科を開設。
- 2019年（平成31年）4月 - 吉備国際大学大学院に地域創生農学研究科地域創生農学専攻博士（後期）課程を開設。
- 2020年（令和2年）4月 - 大学院知的財産学研究科募集停止[14]
- 2022年（令和4年）7月 - 2023年度以降の農学部醸造学科の学生募集停止、醸造学科の教育・研究等については地域創成農学科に引き継ぐことを発表[15]。
- 2023年（令和5年）4月 - 吉備国際大学の農学部に海洋水産生物学科を開設。農学部醸造学科を学生募集停止
- 2025年（令和7年）4月 -  アニメーション文化学部アニメーション文化学科をアニメーション学部アニメーション学科に変更

## 学部・学科
- 社会科学部
  - 経営社会学科
  - スポーツ社会学科
    - コーチコース
    - 健康スポーツコース
- 保健医療福祉学部（2024年4月看護学部に改組）
  - 看護学科
  - 理学療法学科（2024年4月学生募集停止）
  - 作業療法学科（2024年4月学生募集停止）
- 心理学部（2024年4月学生募集停止）
  - 心理学科
  - 子ども発達教育学科（通学制の他に通信教育部を併設）
- アニメーション文化学部
  - アニメーション文化学科
- アニメーション学部 （2025年開設予定）
  - アニメーション学科
- 農学部
  - 地域創成農学科（農業技術、農業経済・経営、食品化学・加工の各分野）
  - 海洋水産生物学科（2023年度開設）
  - 醸造学科（2023年度募集停止）
- 外国語学部
  - 外国学科
- 人間科学部（2024年4月開設）
  - 人間科学科
    - 心理学専攻
    - 理学療法学専攻
    - 作業療法学専攻

### かつて存在した学部・学科
- 社会学部 - 国際社会学科・ビジネスコミュニケーション学科・スポーツ社会学科
- 保健科学部 - 看護学科・理学療法学科・作業療法学科
- 社会福祉学部 - 保健福祉学科・社会福祉学科
- 文化財学部 - 文化財修復国際協力学科・アニメーション文化学科
- 国際環境経営学部 - 環境経営学科
- 短期大学部（元・順正短期大学）

## 大学院
通学制
- 社会学研究科
  - 社会学専攻（博士前期課程・博士後期課程）
- 保健科学研究科
  - 保健科学専攻（博士前期課程・博士後期課程）
- 心理学研究科
  - 臨床心理学専攻（修士課程）
  - 心理学専攻（博士前期課程・博士後期課程）
    - 公認心理師コース
    - 心理学コース
- 地域創生農学研究科
  - 地域創生農学専攻（博士前期課程・博士後期課程）
    - 栽培・育種学分野
    - 植物保護学分野
    - 食品機能開発化学分野
    - 農業経済学分野

通信制
- 社会福祉学研究科
  - 社会福祉学専攻（修士課程）
- 連合国際協力研究科
  - 国際協力専攻（修士課程）
- 心理学研究科
  - 心理学専攻（博士（後期）課程）
- 保健科学研究科
  - 理学療法学専攻（修士課程）
  - 作業療法学専攻（修士課程）
- 知的財産学研究科
  - 知的財産学専攻（修士課程）

## 別科
- 別科
  - 留学生別科

## 基礎データ

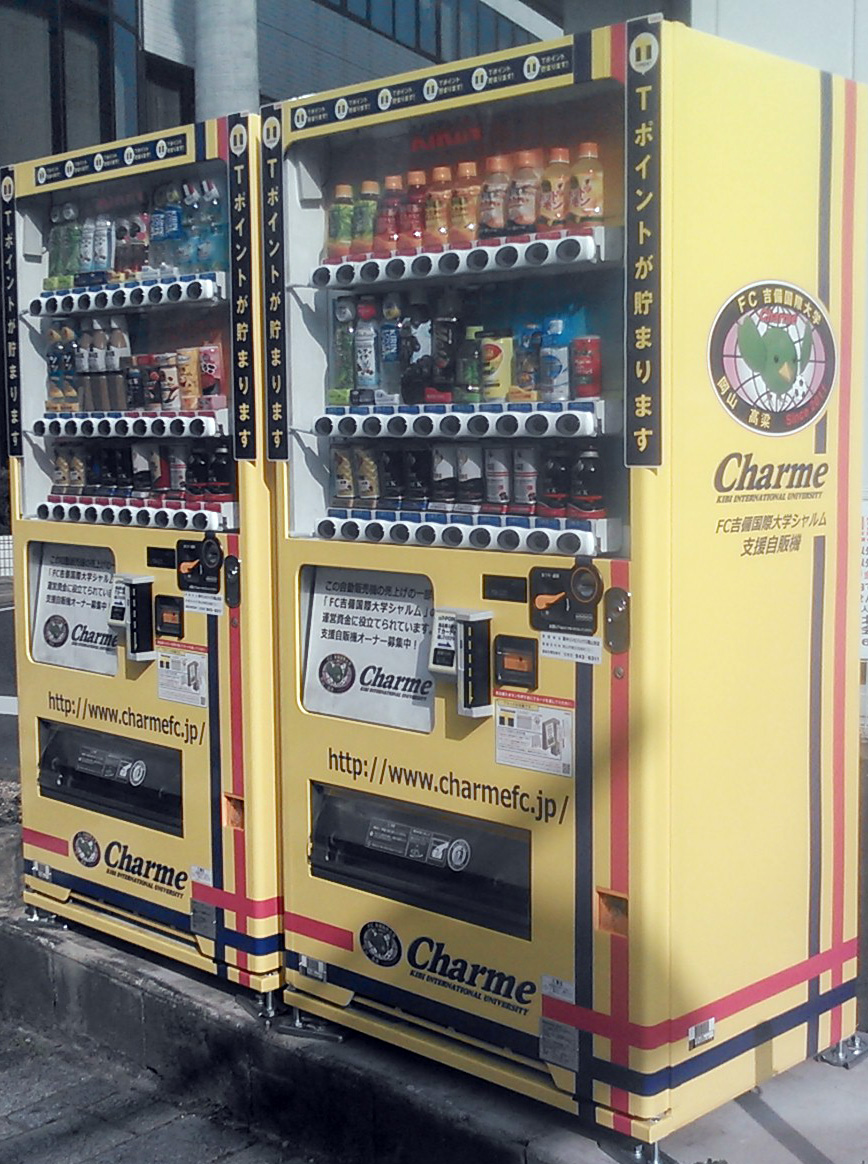
FC吉備国Charme支援自販機
側面にキウイバードが描かれている

### 所在地
- 高梁キャンパス：岡山県高梁市伊賀町8番地
- 高梁キャンパス学生会館「KIUB」[16]岡山県高梁市伊賀町8番地
- 岡山駅前キャンパス：岡山県岡山市北区岩田町2番5号
- 南あわじ志知キャンパス：兵庫県南あわじ市志知佐礼尾370番地1
- 岡山キャンパス：岡山県岡山市北区奥田西町5番39号

### マスコット
Kibi International University Internetの頭文字がKIUIであることから、果物のキウイをイメージした架空の鳥「キウイバード」（キーウィとは異なる）をマスコットとした。入学した学生をしっかりと教育し、「社会に有為な人材として国内外に飛び立って欲しい」という願いが込められている。なお女子サッカー部も、これをマスコットとしている。

### スクールカラー
スクールカラーはネイビー。

### カレッジマーク
世界地図ないしは地球儀をイメージした経度・緯度のみを記した楕円（モルワイデ図法ないしはハンメル図法のイメージに近い）の中に図案化された「KIU」の文字を配する。また、楕円の下にはこれに添う形で大学の英称であるKIBI INTERNATIONAL UNIVERSITY の文字を記す。短期大学部も同一のカレッジマークを使用。

## 他大学との関係
国内・学術交流等協定校
- 放送大学[17]

国際・学術交流等協定校
- ケープコッドコミュニティーカレッジ（アメリカ）
- ライト大学（アメリカ）
- フィンドリー大学（アメリカ）
- シェネンドーア大学（アメリカ）
- ハワイ大学ヒロ校（アメリカ）
- グアム大学（アメリカ）
- モホーク・カレッジ（カナダ）
- 中山大学（中国）
- 雲南大学（中国）
- 河南科技大学（中国）
- 南台科技大学（台湾）
- 育達商業技術学院（台湾）
- 稲江科技曁管理学院（台湾）
- 稲江高級商業職業学校（台湾）
- 江原大学校（韓国）
- 慶一学園（昌原慶一高等学校）（韓国）
- 仁済大学校（韓国）
- 済州観光大学校（韓国）
- 市立仁川専門大学校（韓国）
- 鶴山学園（東ソウル大学）（韓国）
- 清錫学園（清州大学校）（韓国）
- 金龍学園（徳園芸術高等学校、徳園女子高等学校）（韓国）
- 純心教育財団（純心高等学校、純心女子高等学校）（韓国）
- 驪州大学校（韓国）
- 湖西大学校（韓国）
- 釜山科学技術大学校（韓国）
- 瑞逸大学校（韓国）
- ニー・アン・ポリテクニック（シンガポール）
- チュラーロンコーン大学（タイ）
- ラチャスダ大学（タイ）
- サンダーランド大学（イギリス）
- ダービー大学（イギリス）
- リンツ工科造形芸術大学（オーストリア）
- ヨハネスケプラー大学（オーストリア）
- ゲント王立美術アカデミー（ベルギー）
- カンタベリー スポーツ&マネージメント カレッジ（ニュージーランド）
- パラナ連邦大学（ブラジル）
- パラナ・カトリカ大学（ブラジル）

## 大学関係者と組織

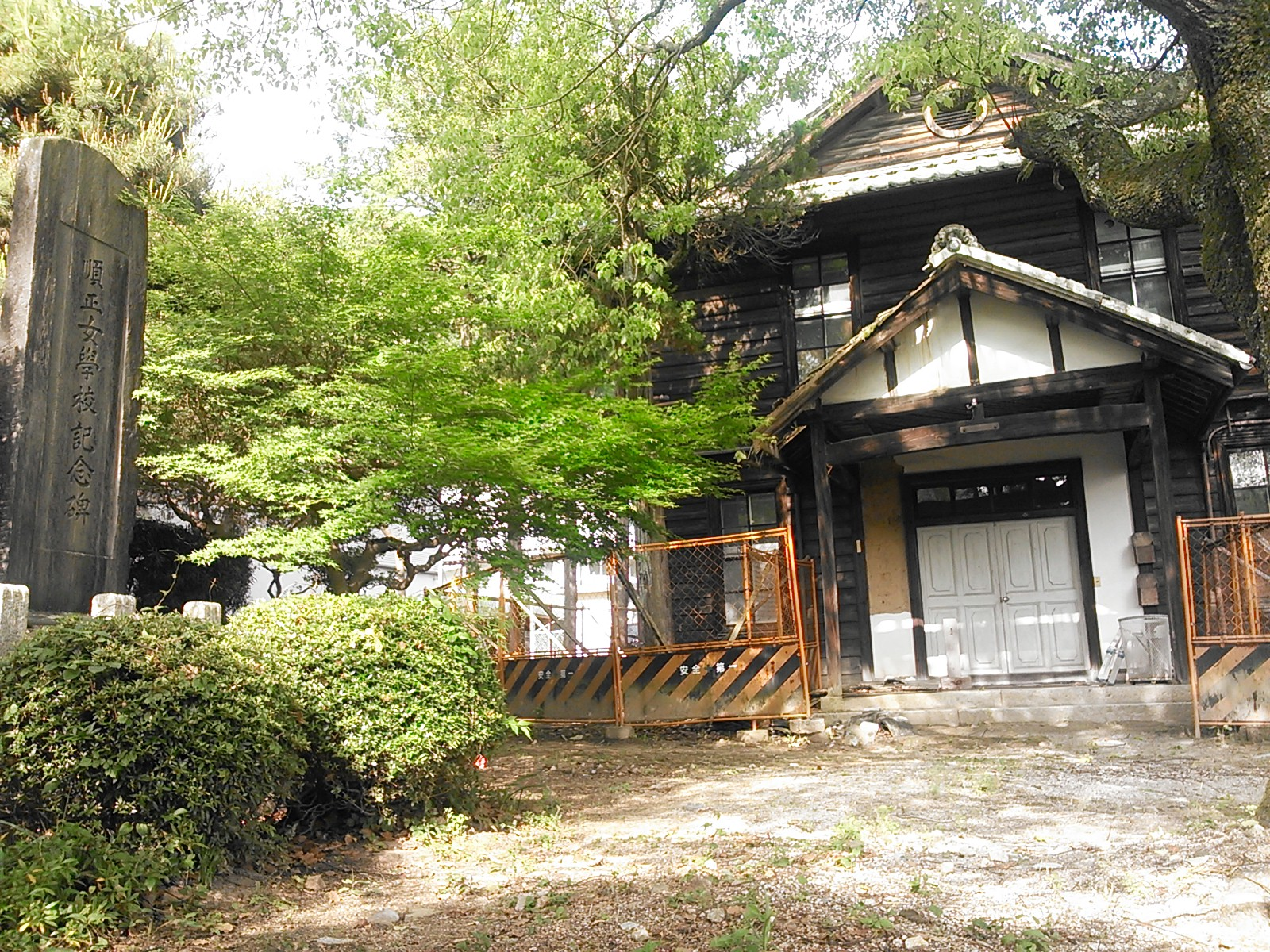
順正学園敷地内に存在する順正女学校の跡地

### 学祖
- 加計勉 - 本学を設立した人物。本学の初代理事長・初代総長および名誉理事長。
- 福西志計子 - 明治時代に順正女学校を設立させた教育者。本学との直接の関わりは存在しないが、高梁における私学(女子)教育の先駆者として、学祖に準ずる者（学園名「順正」の由来者[18]）という形で推戴し、彼女を顕彰する碑を本学内に設置している。

### 歴代学長
| 代    | 氏名     | 就任時期        | 略歴                   |
| ----- | -------- | --------------- | ---------------------- |
| 初代  | 大藤眞   | 1990年 - 1995年 | 岡山大学学長           |
| 第2代 | 萬成博   | 1995年 - 2001年 | 関西学院大学社会学部長 |
| 第3代 | 梅内拓生 | 2001年 - 2002年 | 東京大学名誉教授       |
| 第4代 | 窪田登   | 2002年 - 2004年 | 早稲田大学名誉教授     |
| 第5代 | 藤田和弘 | 2004年 - 2011年 | 筑波大学名誉教授       |
| 第6代 | 松本皓   | 2011年 -2015年  | 岡山大学医学部教授     |
| 第7代 | 眞山滋志 | 2015年 -2021年  | 神戸大学名誉教授       |
| 第8代 | 河村顕治 | 2021年 -2025年  | -                      |
| 第9代 | 中瀬克己 | 2025年-         | -                      |

## 交通

### 学園本部・高梁キャンパス
- 備北バス高梁市内循環線「吉備国際大学前」下車。
- 備中高梁駅から徒歩約25分

### 岡山駅前キャンパス
- JR西日本各線岡山駅東口より徒歩約5分。

### 南あわじ志知キャンパス

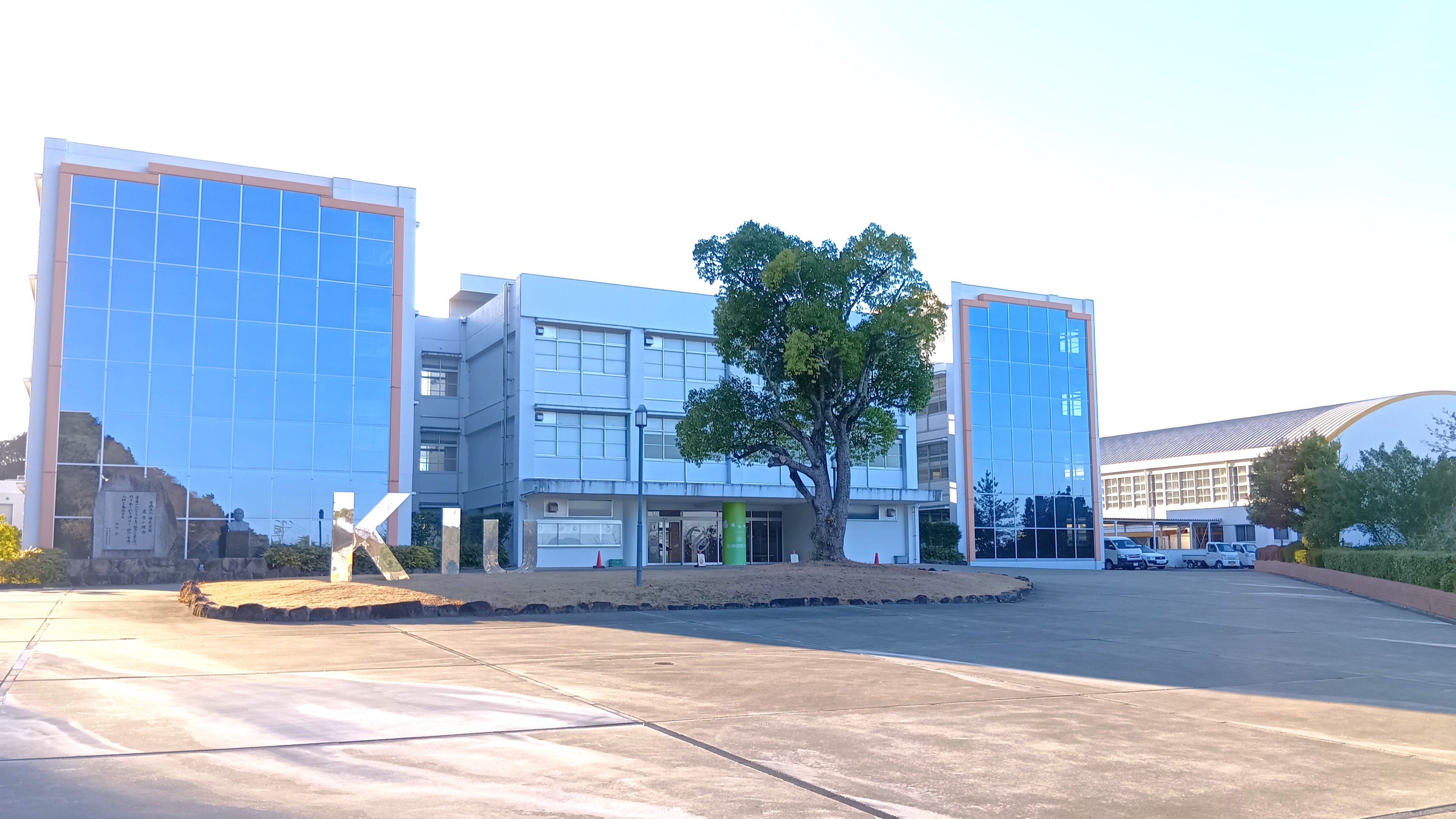
南あわじ志知キャンパス（2025年）

志知バスストップから徒歩15分。

### 岡山キャンパス
- JR西日本宇野線大元駅より徒歩約15分。

### 大学関係者一覧
- 吉備国際大学の人物一覧